# Article 106 de la Constitution belge
L'article 106 de la Constitution belge fait partie du titre III Des pouvoirs. Il fait de la Belgique une monarchie parlementaire.
Il date du 25 février 1831 et était à l'origine — sous l'ancienne numérotation — l'article 64. Il n'a jamais été révisé.

## Texte
« Aucun acte du Roi ne peut avoir d'effet, s'il n'est contresigné par un ministre, qui, par cela seul, s'en rend responsable. »